# تكة (رباط)

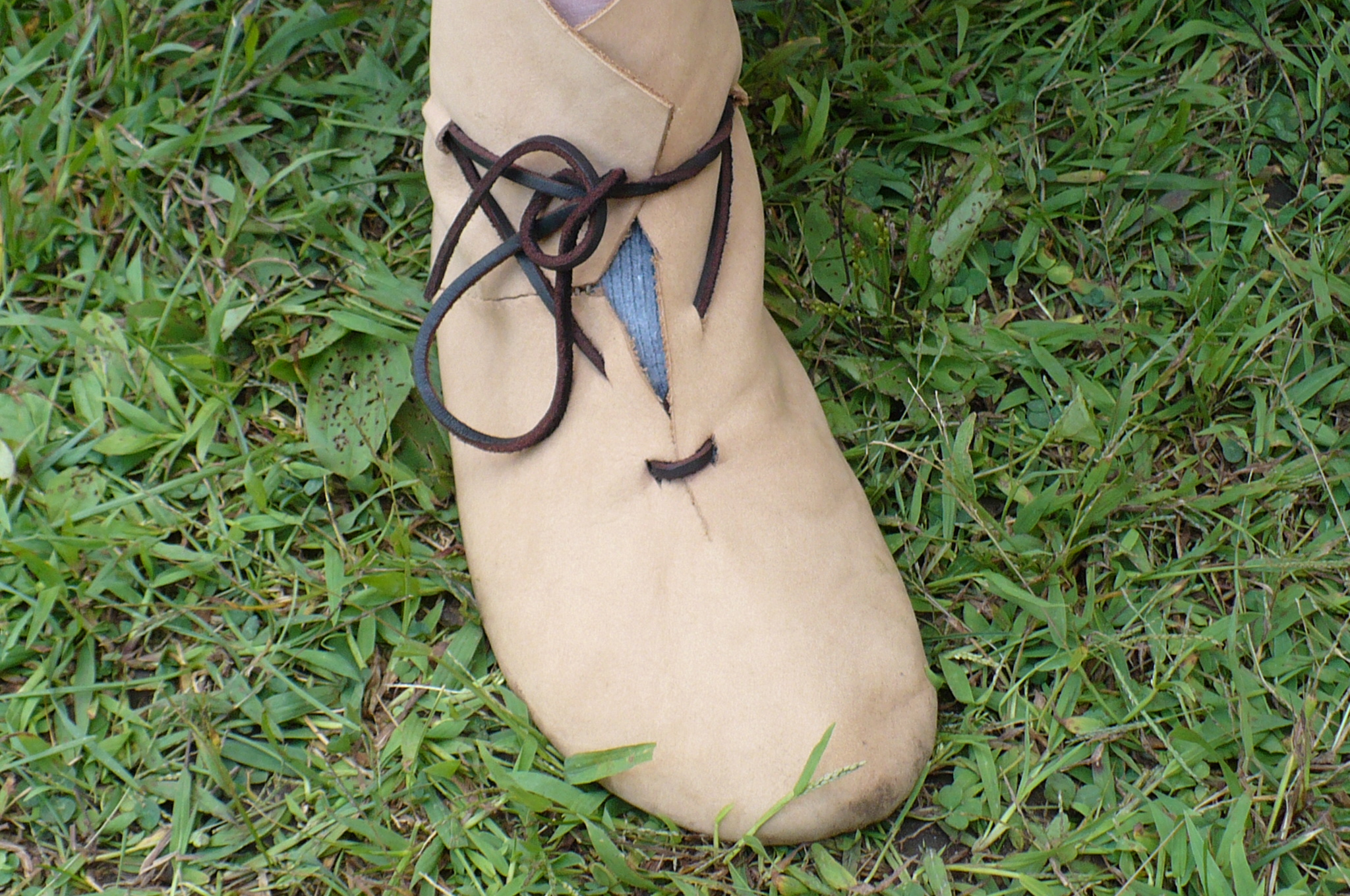
نسخة حديثة من حذاء دوار من العصور الوسطى بتكة

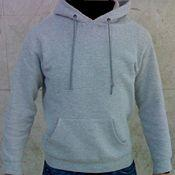
رداء مقلنس ذو تكة

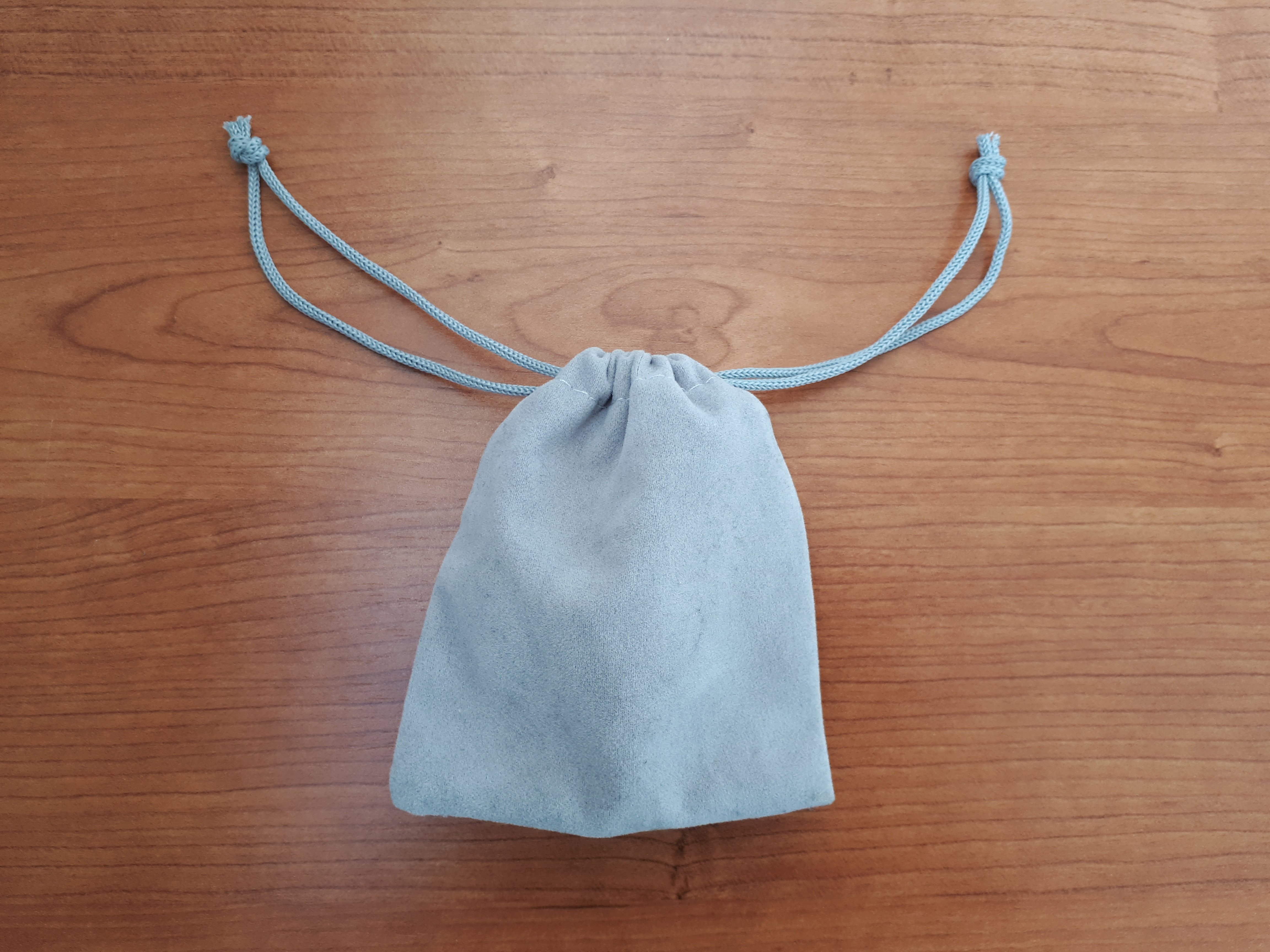
حقيبة بتكة

التِكّة أو الرباط هو خيط أو حبل يستخدم في ربط (فقسة أو تقصير) قماش أو مادة أخرى. يُغلب إنهاءُ الرباط بغمد. يمكن ربط النهايات لتثبيت التكة في مكانه (وإغلاق الفتحة في نفس الوقت). وبدلاً من ذلك ، يمكن أن يتم سحبها باستخدام قفل حبال [الإنجليزية]. تكون التكة مرتخية عند عدم استخدامهها لشدها عند الحاجة أثناء الاستخدام.